# 2013 في فنزويلا
فيما يلي قوائم الأحداث التي وقعت خلال عام 2013 في فنزويلا.

## أحداث
- 1 يناير – الانتخابات الرئاسية الفنزويلية 2013

## سياسة

### تعيين في المنصب
- 5 مارس – نيكولاس مادورو رئيس فنزويلا.

### انتهاء فترة المنصب
- 5 مارس – هوغو تشافيز رئيس فنزويلا.

## وفيات

### مارس
- 5 مارس – هوغو تشافيز (مواليد 1954)